# Hyalurga batesi
Hyalurga batesi är en fjärilsart som beskrevs av Druce 1893. Hyalurga batesi ingår i släktet Hyalurga och familjen björnspinnare. Inga underarter finns listade i Catalogue of Life.